# Noriaki Kakyoin
Noriaki Kakyoin  (花京院 典明 Kakyōin Noriaki?) es uno de los personajes principales en Stardust Crusaders, la tercera parte del manga y anime JoJo's Bizarre Adventure.

## Historia de publicación
Kakyoin aparece en el capítulo 117 de la parte tres de JoJo's, Stardust Crusaders, enfrentando a Jotaro Kujo.
Según en una entrevista con Hirohiko Araki en JoJonium vol. 11 el nombre original de Kakyoin sería Tenmei, y de hecho, Araki se refiere a él como Tenmei Kakyoin, pero fue finalmente llamado de forma oficial como Noriaki Kakyoin gracias a una confusión del editor de manga que confundió el kanji de Tenmei como Noriaki, ya que el kanji se lee igual.

## Historia
Kakyoin era un niño extraño cuando era pequeño, pues no tenía amigos ya que sólo tenía un amigo imaginario, el cual era realmente su Stand, Hierophant Green.
Kakyoin era un estudiante de secundaria cuando en algún momento se topó con DIO quien le implantó un brote de carne para controlar su mente y acabar con Jotaro. Pero Jotaro al vencerlo le retiró el brote de carne de DIO y lo liberó de su control, tras esto Kakyoin se une al grupo.
Luego de muchas aventuras con el grupo, finalmente encuentran a DIO. Kakyoin es el primero en descubrir la habilidad de The World pero en ese momento es atravesado de un puñetazo por The World de DIO y se estrella en un tanque de agua, a punto de morir, Kakyoin lanza un último Emerald Splash para destruir un reloj, dándole a Joseph una pista sobre la habilidad de The World.

## Otros medios
Kakyoin aparece en las dos temporadas del anime de Stardust Crusaders. También en los videojuegos de JoJo's Bizarre Adventure: Heritage for the Future, JoJo's Bizarre Adventure: All Star Battle, JoJo's Bizarre Adventure: Eyes of Heaven, etc.